# قلعه اسماعیلیه کهک
قلعه اسماعیلیه کهک مربوط به دوران‌های تاریخی پس از اسلام است و در شهرستان دلیجان، بخش مرکزی، روستای کهک واقع شده و این اثر در تاریخ ۱۰ دی ۱۳۸۱ با شمارهٔ ثبت ۶۹۷۶ به‌عنوان یکی از آثار ملی ایران به ثبت رسیده است.